# حسن آباد (لارستان)
حسن آباد (بالفارسية: حسن‌آباد) (بالإنجليزية: Hasanabad)‏، قرية في ناحية بنارويه، قسم ده فيش الريفي، مقاطعة لارستان، محافظة فارس، إيران. يبلغ عدد سكانها حسب إحصاء عام 2006 ميلادية 107 نسمة في 18 عائلة.